# Gamochaeta spicata
Gamochaeta spicata é uma espécie de planta com flor pertencente à família Asteraceae. 
A autoridade científica da espécie é (Lam.) Cabrera, tendo sido publicada em Boletín de la Sociedad Argentina de Botánica 9: 380. 1961.

## Portugal
Trata-se de uma espécie presente no território português, nomeadamente em Portugal Continental.
Em termos de naturalidade é introduzida na região atrás indicada.

## Protecção
Não se encontra protegida por legislação portuguesa ou da Comunidade Europeia.